# Mammillaria tayloriorum
Mammillaria tayloriorum (укр. Мамілярія Тейлорів, мамілярія тейлоріорум) — сукулентна рослина з роду мамілярія (Mammillaria) родини кактусових (Cactaceae).

## Історія
Вид вперше описаний американськими ботаніками Чарльзом Едвардом Глассом (англ. Charles Edward Glass, 1934—1988) і Робертом Аланом Фостером (англ. Robert Alan Foster, 1938—2002) у 1975 році в журналі Американського товариства любителеів кактусів і сукулентів (англ. Cactus and Succulent Society of America) «Cactus and Succulent Journal».

## Етимологія
Видова назва дана на честь американських кактусистів Боба і Сюзан Тейлорів з Ель-Кахона, штат Каліфорнія.

## Ареал і екологія
Mammillaria tayloriorum є ендемічною рослиною Мексики. Ареал розташований на острові Сан-Педро-Ноласко в Каліфорнійській затоці, штат Сонора. Рослини зростають на висоті від 20 до 350 метрів над рівнем моря на північно-західній стороні острова на крутих скелястих схилах разом з Agave chrysoglossa, Mammillaria multidigitata, Opuntia bravoana і Echinocereus websterianus.

## Морфологічний опис
| Орган              | Опис |
| Рослини            | Рослини поодинокі, пізніше розгалужуються зі сторін і від основи, формуючи зарості.                                 |
| Коріння            | |
| Стебло             | кулясте до товсто-циліндричного, до 25 см заввишки, в діаметрі 10-11 см.                                            |
| Епідерміс          | блідо-зелений. |
| Маміли             | пірамідальні. |
| Ареоли             | |
| Аксили             | спочатку рясно вкриті пухом, пізніше з рідким пухом і з декількома щетинками.                                       |
| Центральні колючки | 2-5, подібні радіальним колючкам.                                                                                   |
| Радіальні колючки  | 12, трохи зігнуті, в молодості оранжево-коричневого кольору, пізніше білі з коричневими кінцями, до 9 мм завдовжки. |
| Квіти              | урно-подібні, вишневого кольору з білими краями, до 15 мм завдовжки і в діаметрі.                                   |
| Бутони             | |
| Зовнішні пелюстки  | |
| Внутрішні пелюстки | |
| Тичинки            | |
| Маточка            | |
| Плоди              | червоні. |
| Насіння            | коричневе. |

## Чисельність, охоронний статус та заходи по збереженню
Mammillaria tayloriorum входить до Червоного списку Міжнародного союзу охорони природи уразливих видів (VU).
Поточний тренд чисельності рослин стабільний.
Вид має площу розміщення лише 2 км². Хоча наразі немає великих загроз для цього виду, однак існує потенційна загроза з боку інвазивного виду трави Cenchrus ciliaris (англ. Buffel grass — «буйволова трава»), яка може різко вплинути на виживання виду. Якщо станеться вторгнення цієї трави на острів Сан-Педро-Ноласко — статус виду стане критично небезпечним. З 1970-х років «буйволову траву» було інтродуковано в Сонорі, і тепер вона займає великі території штату. Острів розташований на відстані лише 12 км від узбережжя, де є плями цього інвазивного виду, що робить його вторгнення латентною загрозою. «Буйволова трава» вже розселилася на інших островах затоки, таких як острів Тібурон.
У Мексиці ця рослина занесена до Національного переліку видів, що перебувають під загрозою зникнення, де вона включена до категорії «підлягає особливій охороні». Острів Сан-Педро-Ноласко є федеральною захищеною територією, а також біосферним заповіднком.
Охороняється Конвенцією про міжнародну торгівлю видами дикої фауни і флори, що перебувають під загрозою зникнення (CITES).

## Використання та торгівля
Цей вид розводиться в декількох колекціях, однак це не є загрозою.